# Encentrum tenuidigitatum
Encentrum tenuidigitatum är en hjuldjursart som beskrevs av De Smet 2000. Encentrum tenuidigitatum ingår i släktet Encentrum och familjen Dicranophoridae. Inga underarter finns listade i Catalogue of Life.